# ヤング・コミュニケーション
株式会社ヤング・コミュニケーションは、SMILE-UP.（旧ジャニーズ事務所）の傘下企業で、同事務所に所属するタレントが行う興行（コンサートや舞台など）を主催する会社。

## コンサート事務局
ヤング・コミュニケーション内のチケット販売部門。 ジャニーズ事務所のファンクラブ「ジャニーズファミリークラブ」を通して、入場券（以下、チケットと表記）の販売も行っている。ただし所属タレントが出演する全ての興行のチケットを販売するわけではない。
ファンクラブと連動している組織のため、会員情報はファンクラブと共有している。またファンクラブ同様、入場券の転売に関しては厳しい対応を行っている。（詳しくは、ジャニーズファミリークラブの記述を参照のこと）
2016年頃からは、ジャニーズファミリークラブの会員サイト上で、チケット販売の告知と申し込みと当落確認、デジタルチケットの表示を行う。舞台など一部デジタルチケットに対応していない公演では、紙チケットが郵送される。
2016年頃までは、チケットの申し込みは郵便振込で行われ、当落の確認は電話で行い、紙チケットが郵送されていた。

## Jticket
「Jticket」（ジェイチケット）とは、 コンサート事務局でファンクラブの申し込みとは別にチケットの申し込みを行う組織である。ファンクラブ会員からの申込状況に応じて、もしくはファンクラブでは取り扱わない興行のチケット販売を受け付けており、ファンクラブ会員以外からの申し込みも受け付けている（興行によっては、ファンクラブ会員のみから受け付ける）。なお、問合せ先はコンサート事務局と同一となっている。
2014年3月20日をもってサービス終了。